# Saverio Costanzo

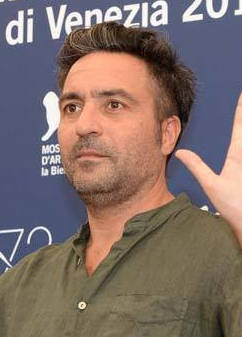
Saverio Costanzo

Saverio Costanzo (* 28. September 1975 in Rom) ist ein italienischer Regisseur und Drehbuchautor.

## Karriere
Costanzo ist der Sohn des Schriftstellers Maurizio Costanzo und der Bruder der Regisseurin und Drehbuchautorin Camilla Costanzo. Er studierte Kommunikationswissenschaften und Soziologie an der Universität von Rom. Nachdem er 1998 sein Studium mit einer Arbeit über Italo-Amerikaner in Brooklyn abgeschlossen hatte, lebte er einige Jahre in New York, wo er als Kameramann und Dokumentarfilmer arbeitete.
Sein Debüt hatte er 2004 mit seinem Film Private. Bei den 57. Internationalen Filmfestspielen Berlin im Jahr 2007 wurde sein zweiter Spielfilm In memoria di me vorgestellt.
Gemeinsam mit Paolo Giordano schrieb er das Drehbuch zum Film Die Einsamkeit der Primzahlen, dessen Verfilmung 2009 begann.
Im Jahr 2021 wurde er in die Wettbewerbsjury der 78. Filmfestspiele von Venedig berufen.

## Filmografie
- 2004: Private
- 2007: In Memory of Me
- 2010: Die Einsamkeit der Primzahlen (La solitudine dei numeri primi)
- 2014: Hungry Hearts
- 2018: Meine geniale Freundin (L’amica geniale)  (TV-Serie nach dem gleichnamigen Roman von Elena Ferrante)
- 2023: Finalmente l’alba

## Auszeichnungen
Saverio Costanzo gewann 17 Auszeichnungen, darunter den Goldenen Leopard beim Internationalen Filmfestival von Locarno für seinen Film Private und wurde für 26 weitere Preise nominiert. Sein Film Private wurde von der Jury der Evangelischen Filmarbeit 2006 zum Film des Monats Mai gekürt.